# Kloubový dampr

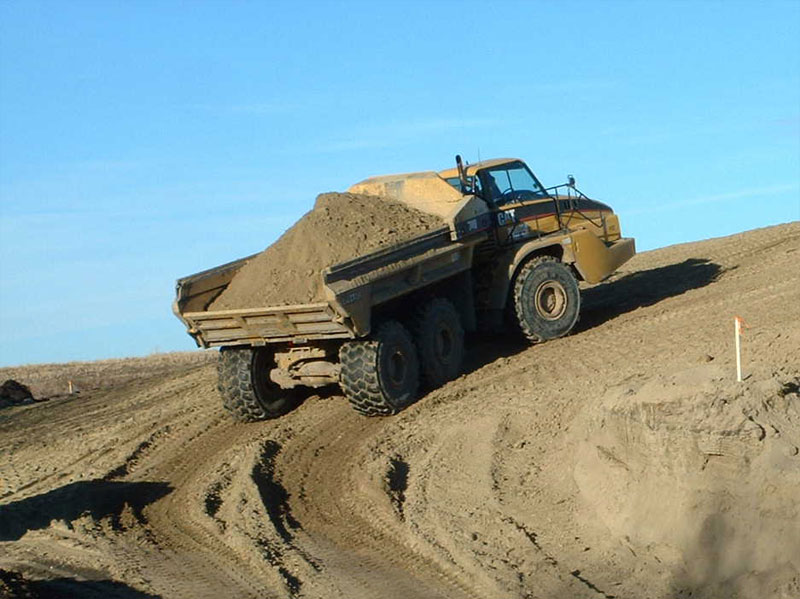
Kloubový dampr Caterpillar 740 Ejector

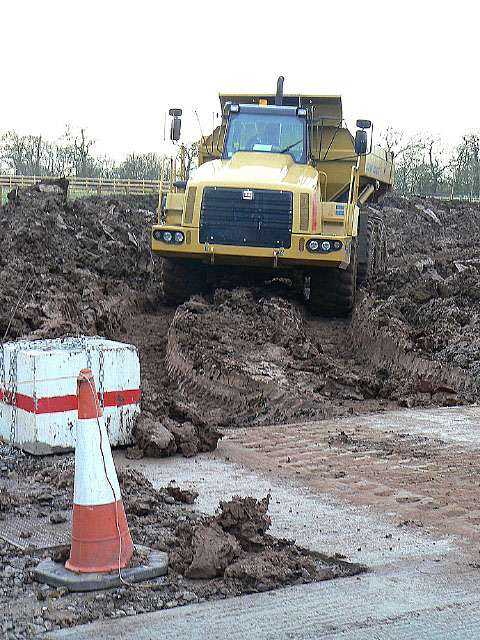
Kloubový dampr překonává těžký terén

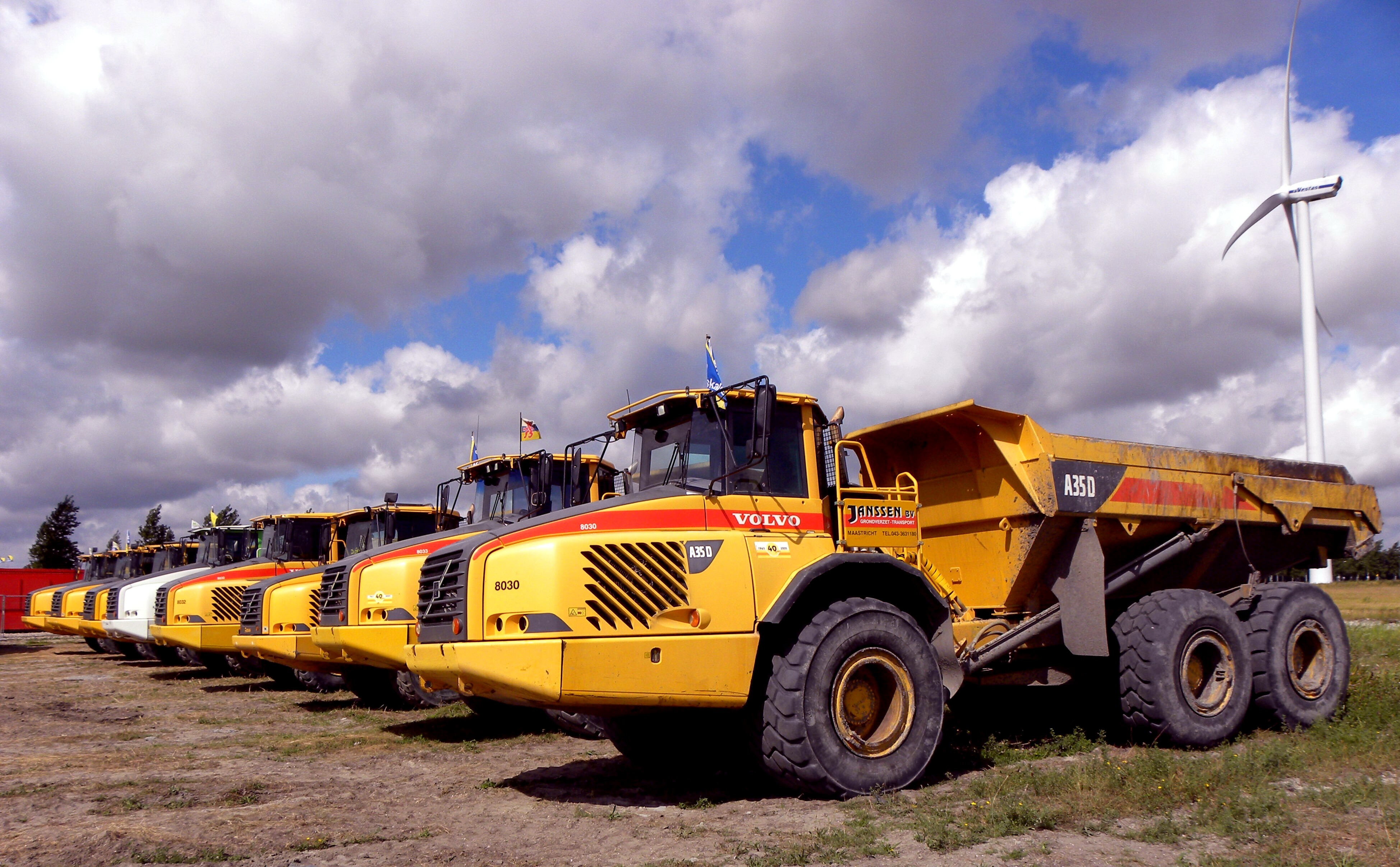
Kloubové dampry zn. Volvo

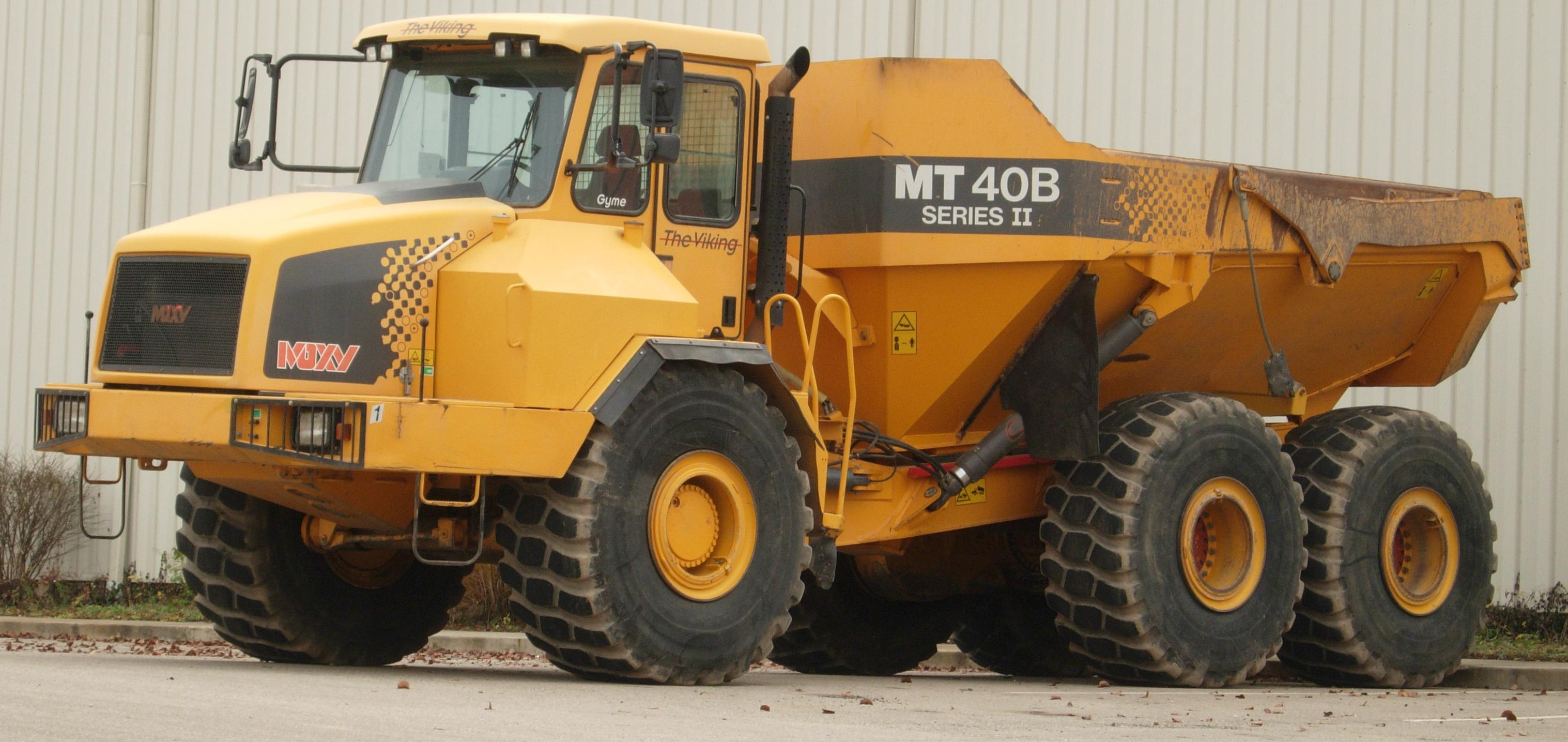
Kloubový dampr Moxy MT40B

Kloubový dampr nebo také kloubový dempr (z anglického slova dumper – sklápěč) je velký nákladní automobil konstruovaný pro převoz materiálu v těžším terénu. Své uplatnění najde v povrchových lomech, pískovnách, na velkých staveništích apod. Výjimečně se může objevit na veřejných komunikacích (silnicích), např. při přejezdu z jednoho pracoviště na druhé. Jsou to dvouosé či víceosé stroje, často mají poháněná všechna kola. Skládají se ze dvou částí oddělených kloubem, přední obsahuje kabinu pro řidiče a zadní pak sklápěč. Zatáčení probíhá pomocí hydraulických pístů mezi oběma částmi.
Kloubové dampry uvezou náklad o hmotnosti do cca 50 tun. Na rozdíl od pevných damprů, jejichž konstrukce je zaměřena na maximální nosnost nákladu, se kloubové dampry uplatňují spíše v hůře přístupném a nestabilním terénu, např. v pískovnách a štěrkovnách.

## Výrobci / značky
- Doosan Group[4]
- Caterpillar
- Deere & Company
- FAUN
- Moxy Engineering
- JCB[3]
- Komatsu
- NC Engineering
- Liebherr
- Terex[5]
- Volvo
- Wacker Neuson